# Bundeshack
нім. Bundeshack — неофіційна назва інциденту з несанкційованим доступом до урядових інформаційних систем Німеччини, про який стало відомо наприкінці лютого 2018 року.
28 лютого 2018 року німецька інформаційна агенція DPA поширила новину про те, що німецьким спецслужбам вдалось виявити несанкційоване втручання до інформаційних систем міністерства закордонних справ та міністерства оборони, були скомпрометовані захищені комп'ютерні мережі для урядового зв'язку Informationsverbund Berlin-Bonn (IVBB). Зловмисникам вдалось встановити шкідливе програмне забезпечення та викрасти значні обсяги секретних документів. Основна підозра пала на угрупування APT28. Проте згодом до ЗМІ потрапила інформація, що насправді за атакою може стояти інше російське угрупування, яке більш інтегроване в структуру російських збройних сил. Підозра пала на угрупування Snake (також відоме як Uroburos/Epic Turla/Snake/SnakeNet).
Вже надвечір того ж дня міністерство внутрішніх справ підтвердило, що федеральна агенція з безпеки інформаційних технологій та розвідувальні служби розслідують втручання в роботу урядових інформаційних систем.
Німецькі спецслужби дізнались про хакерську атаку від спецслужби-партнера країни союзника.

## Перебіг подій
Втручання в урядові інформаційні системи було викрите іще в грудні 2017 року, але інформація про це трималась в таємниці аж до 28 лютого 2018 року аби надати можливість фахівцям з комп'ютерної безпеки ретельно вивчити дії зловмисників, масштаб атаки, дослідити їхні цілі та використану інфраструктуру. Тривалість атаки достеменно не відома, але імовірно зловмисники мали несанкційований доступ до інформаційних систем протягом року.
Система урядового зв'язку IVBB була створена окремо від мереж зв'язку загального користування. Вона надає можливість захищеного обміну даними для федерального уряду, міністерств, парламенту, інших урядових організацій. Через здійснені заходи безпеки та особливості побудови мережа вважалась захищеною від зовнішнього втручання.
Слід зазначити, що атака на німецькі міністерства могла бути частиною ширшої та довготривалої компанії проти міністерств зовнішніх справ різних країн світу, в тому числі, проти міністерств зовнішніх справ та міністерств оборони країн ЄС. Також стало відомо, що зловмисники змогли успішно атакувати федеральну академію державного управління (нім. Bundesakademie für öffentliche Verwaltung der Fachhochschule des Bundes) а вже звідти потрапили до урядових інформаційних систем. При цьому в атаці було використане дуже складне і високотехнологічне шкідливе ПЗ.
Спершу зловмисникам вдалось зламати вебсервер з навчальними матеріалами Федеральної академії де отримали можливість змінювати вміст файлів з навчальними матеріалами. Через ці файли зловмисники вже змогли проникнути до інформаційних систем МЗС ФРН. Основною ціллю атаки був відділ у справах Росії та східної Європи у міністерстві.
На закритих парламентських слуханнях 1 березня 2018 року було повідомлено, що хоча компрометацію інформаційних систем взято під контроль, всіх наслідків усунути досі не вдалось й атака проти урядових інформаційних систем триває. Так само тривало оцінювання завданої шкоди.
Згодом стало відомо, що зловмисникам вдалось заразити 17 комп'ютерів у різних установах. Встановлені зразки шпигунського ПЗ деякий час залишались неактивними (аби уникнути виявлення) а викрадено було не так вже і багато документів. При цьому, зловмисники використовували пошук по ключових словах аби зменшити обсяг даних для передачі.